# Jørgen Kold
Jørgen Kold (født 24. april 1955 i Fuglebjerg) er en dansk officer i Hæren.
Kold var kompagnichef for det danske stabskompagni på UNPROFOR hold 7 udstationeret i Kroatien, som den 8. august 1995 undlod at gribe ind, da mænd i camouflageuniformer henrettede ni handicappede serbere tæt på det danske kompagni. Som kompagnichef gav Jørgen Kold de danske soldater ordre til at observere, selvom det efterfølgende har været diskuteret, at det var mulighed for at afværge likvideringen.
Siden blev han major og var fra 2002 til 2015 Kastellets Kommandant.
Han har modtaget Forsvarets medalje for Tapperhed, The Nordic Blue Berets Medal of Honour i sølv (2010), Hæderstegnet for god tjeneste ved Hæren i 40 år, FN's Fredsprismedalje, Den Hellige Skats Orden, FN medaljerne for tjeneste på Cypern og ex-Jugoslavien, Hjemmeværnets Fortjensttegn samt Nijmegenmedaljen.